# Utricularia livida
Utricularia livida är en tätörtsväxtart som beskrevs av Ernst Meyer. Utricularia livida ingår i släktet bläddror, och familjen tätörtsväxter. Inga underarter finns listade i Catalogue of Life.

## Bildgalleri

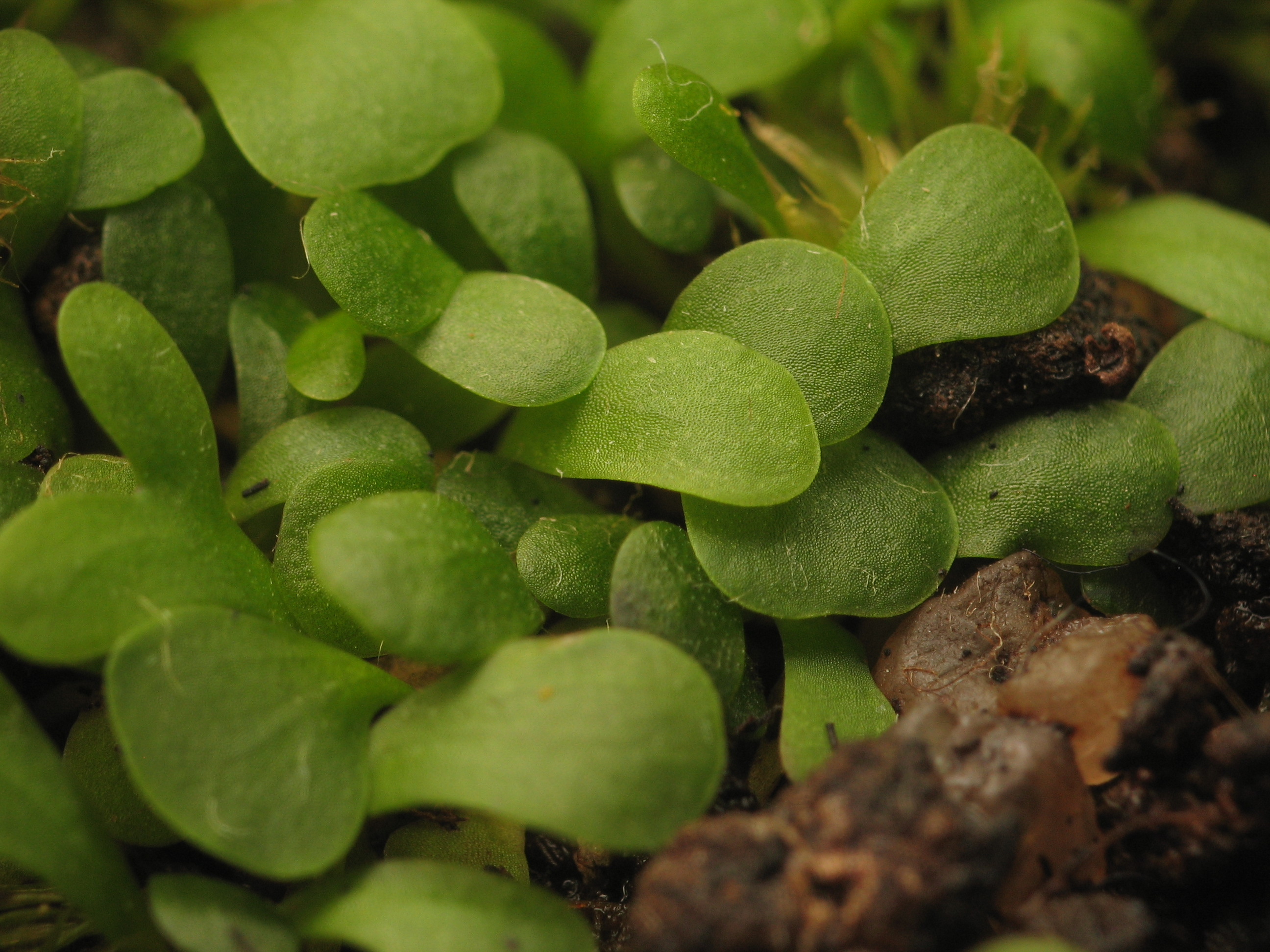